# Kirron Kher
Kiron Kher (hindi, किरण खेर, Kiraṇ Kher, ur. 14 czerwca 1952) – bollywoodzka i teatralna aktorka indyjska. Piętnaście lat ze swojej kariery poświęciła wychowaniu syna z pierwszego małżeństwa Sikandera. Mężem jej jest też aktor bollywoodzki Anupam Kher.

## Filmografia
| Rok  | Film                        | Rola                      | Inne uwagi                                                                       |
| ---- | --------------------------- | ------------------------- | -------------------------------------------------------------------------------- |
| 2010 | Right Ya Wrong              |                           |                                                                                  |
| 2009 | Kurbaan                     | Nasreen Appa              |                                                                                  |
| 2009 | Kambakkht Ishq              |                           |                                                                                  |
| 2008 | To właśnie przyjaźń         | p. Acharya                |                                                                                  |
| 2008 | Saas Bahu Aur Sensex        | Vinita Sen                |                                                                                  |
| 2008 | Król z przypadku            | Rose Lady/Soni matka      |                                                                                  |
| 2007 | Mummy-ji                    | Mom                       |                                                                                  |
| 2007 | Om Shanti Om                | Bela Makhija              |                                                                                  |
| 2007 | Apne                        | Raavi Choudhary           |                                                                                  |
| 2007 | Nowożeńcy                   | p. Chaturvedi             |                                                                                  |
| 2007 | I See You                   | pani Dutt                 |                                                                                  |
| 2006 | Nigdy nie mów żegnaj        | Kamaljeet Saran           |                                                                                  |
| 2006 | Unicestwienie               | Nafisa Ali Begum          |                                                                                  |
| 2006 | Kolor szafranu              | Mitro                     |                                                                                  |
| 2005 | Rebeliant                   | Lol Bibi                  |                                                                                  |
| 2004 | Veer-Zaara                  | Mariam Hayaat Khan        |                                                                                  |
| 2004 | Zakochani                   | Parminder Prakash / Bobby | nominacje do nagród Zee Cine i Screen Award dla najlepszej aktorki drugoplanowej |
| 2004 | Jestem przy tobie           | Madhu Sharma              |                                                                                  |
| 2004 | Khamosh Pani: Silent Waters | Arjun                     | Nagroda Brązowego Leoparda na Festiwalu Filmowym w Locarno                       |
| 2004 | Karz: The Burden of Truth   | Veero/Ayesha              |                                                                                  |
| 2002 | Devdas                      | Sumitra                   | Nagroda Popular Award dla Najlepszej Aktorki Drugoplanowej                       |
| 2001 | Ehsaas: The Feeling         | Sunila Shetty matka       |                                                                                  |
| 1999 | Bariwali                    | Banalata                  | Nagroda National Film dla Najlepszej Aktorki                                     |
| 2002 | Darmiyan                    | Zeenat Begum              |                                                                                  |
| 1996 | Sardari Begum               | Sardari Begum             |                                                                                  |
| 1995 | Karan Arjun                 | Durjana Singha żona       |                                                                                  |
| 1988 | Pestonjee                   | Soona Mistry              |                                                                                  |
| 1983 | Aasra Pyaar Da              |                           |                                                                                  |